# Surcouf (D621)
Pour les autres navires du même nom, voir Surcouf (navire).
Le Surcouf (indicatif visuel D621) est un escorteur d'escadre de type T47 de la Marine nationale française en service de 1955 à 1972. Premier d'une série de 18 escorteurs d'escadre dénommée Classe Surcouf, il a été conçu comme escorteur anti-aérien et anti-sous-marin.

## Construction et modification
Mis sur cale en juillet 1951 à l'arsenal de Lorient, il est lancé en octobre 1953 et mis en service en 1955. Il sera successivement basé à Toulon puis à Brest.

### Modification majeure
En 1961, avant d'être suivi par deux autres bâtiments sa classe, le Cassard et le Chevalier Paul, il est aménagé en conducteur de flottille. Les transformations consistent essentiellement en l'installation d'une passerelle amiral (dans le bloc passerelle) et d'un rouf supplémentaire à l'arrière, afin de loger à bord un amiral et son état-major.
À cet effet, l'affût double de 57 mm CAD avant est débarqué pour laisser place au PC amiral (doté d'un petit abri vitré - surnommé "l'aquarium") et à des logements supplémentaires, dans le prolongement du bloc passerelle, et les deux plateformes de tubes lance-torpilles longues de 550 mm de l'arrière sont remplacées par des logements pour l'état-major embarqué.
Les modifications sont menées à l'arsenal de Brest entre le 11 juin 1960 (début des travaux) et le 4 octobre 1961 (disponible après essais). Le désormais Conducteur de Flottille (CDF) rejoint l'Escadre le 19 décembre 1961.

## Historique

### Activités et déploiements

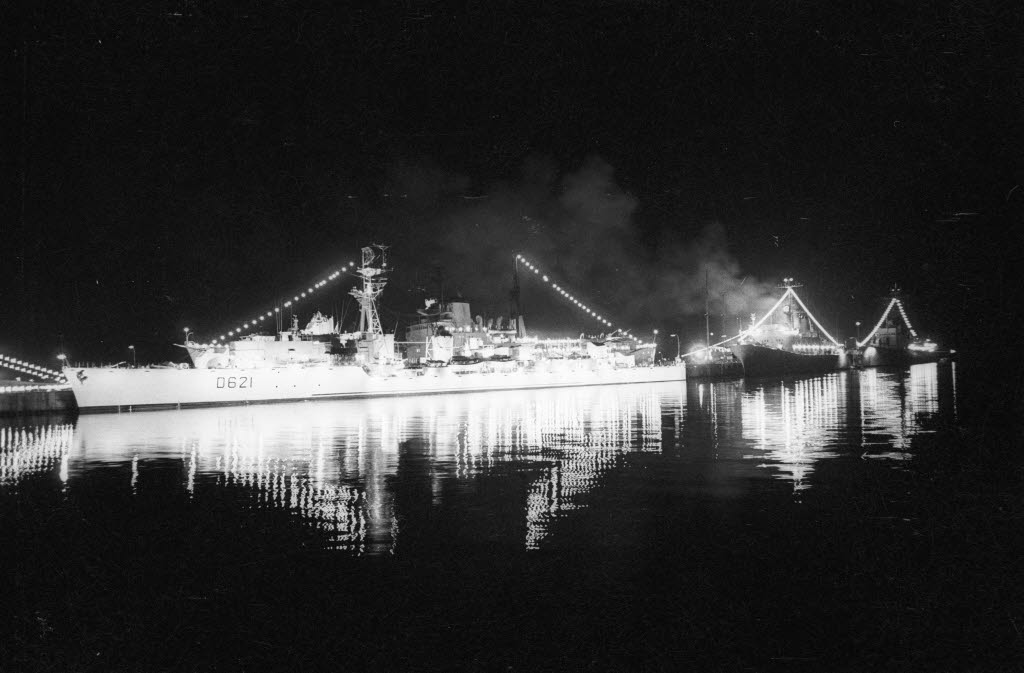
Le Surcouf dans le port de Kiel en Allemagne de l’Ouest en 1967.

Alors qu'il n'est pas encore admis au service actif, le Surcouf participe à une mission de représentation prestigieuse : il escorte le bâtiment de ligne Jean Bart qui conduit le président de la République (René Coty) en visite officielle au Danemark en mai 1955.
Le 1er novembre 1955, le Surcouf est affecté à la Première flottille d'escorteurs d'escadre (1re FEE) basée à Toulon et chef de la Quatrième division d'escorteurs d'escadre (DEE4).
En 1956 l'escorteur alterne exercices navals (notamment interalliés) et missions de surveillance des côtes algériennes. D'octobre à décembre au sein de la Force navale d'Intervention (FNI), le bâtiment participe à l'opération Mousquetaire menée à l'occasion de la crise du canal de Suez.
Le 10 avril 1959, le Surcouf change d'affectation et de port base : rattaché à la Dixième division d'escorteurs d'escadre (DEE10) au sein de l'Escadre légère, il est basé à Brest.
Le 26 mars 1960, il est abordé au large de l'île de Groix par le cargo français Léognan, avec de gros dégâts matériels mais sans faire de blessés.
Après sa transformation en Conducteur de Flottille (de juin 1960 à octobre 1961) il est affecté à l'Escadre de la Méditerranée, basée à Toulon, où il porte la marque de l'amiral commandant la 1re FEE (ALFEE).
Durant la guerre d'Algérie, il aurait été envisagé de profiter de son passage dans le port d'Alger en mars 1962 pour utiliser son artillerie pour réduire la sédition du quartier de Bab-el-Oued. Il n'y a pas de certitudes si ce projet a concrètement été envisagé. Mais un tel tir d'artillerie marine, inadapté ou disproportionné n'aurait probablement pas eu l'assentiment des autorités navales lesquelles auraient dissuadé le commandement territorial. Le lundi 26 mars, accompagné par son sister-ship Maillé-Brézé, le Surcouf passera quelques heures au mouillage au cap Matifou situé à l’est de la baie d’Alger, à une dizaine de kilomètres de Bab-el-Oued et se contentera de défiler au large sans ostentation.
Le 23 juin 1964, le CDF rejoint Brest où il entre en grand carénage le 30. Il regagne Toulon à l'issue de ce carénage le 11 janvier 1965, reprenant ses fonctions de bâtiment amiral de la 1re FEE.
En raison d'une réorganisation importante des forces navales, le Surcouf est rattaché le 15 septembre 1965 à l'escadre de l'Atlantique nouvellement constituée à Brest, et porte la marque de l'amiral commandant cette escadre (ALESCLANT).
Le 16 avril 1966, ALESCLANT hisse sa marque sur le CDF Chevalier Paul, et le Surcouf arbore celle du commandant de la Flottille des escorteurs de l'Atlantique (ALFLOLANT). 
Le 21 mai 1970, ALESCLANT transfère sa marque du Chevalier Paul au Surcouf.

### Destin final

#### Les faits
Le 6 juin 1971 vers 4 h du matin, alors qu'il navigue au sein d'une formation navale "souple" au large de Carthagène (Espagne), le Surcouf est abordé par le pétrolier soviétique General Botcharov (Генерал Бочаров),,. Pénétrant profondément dans la chaufferie avant, entre l'arrière du bloc passerelle et la cheminée avant du bâtiment français, le navire soviétique le sectionne pratiquement en deux. Le groupe naval se porte à son secours et procède à l'évacuation de l'effectif non indispensable de l'équipage, une quinzaine de marins étant maintenus dans la partie arrière - la plus stable. L'escorteur d'escadre Tartu tente, au bout de 4 heures, un remorquage (par l'arrière) ; mais la partie avant (d'environ 50 mètres de long), qui ne tenait plus que par le bordé bâbord de la coque, s'en désolidarise et coule. La partie arrière peut être remorquée, d'abord jusqu'à Carthagène, avant de finalement rejoindre Toulon le 2 juillet 1971.
Le bilan de l'accident s'établit à neuf disparus (les mécaniciens de la chaufferie avant) et un blessé grave (le boulanger du bord), qui décédera de ses brûlures au Centre de traitement des grands brûlés de l'Hôpital Édouard-Herriot de Lyon.

#### Analyse et observations
Selon les règlements de navigation (aujourd'hui le RIPAM) le General Botcharov (Генерал Бочаров) était navire prioritaire car il venait sur la droite du bâtiment français.
Au cours de la dernière heure de navigation, les deux bateaux faisaient sensiblement routes inverses, le Surcouf au cap à l'est-nord-est (au 060°) à 14 nœuds, ayant à son gisement tribord 015° le navire soviétique, cap à l'ouest (au 265°) à la vitesse de 16 nœuds. Vers 03h30 du matin une distance de 15 nautiques les séparait.
Dans les tout derniers instants précédant la collision, le navire soviétique est venu sur sa droite d'environ 60 degrés, précipitant l'abordage et le drame.[réf. nécessaire]. Cette manœuvre in extremis s'explique par une réaction de bon sens : le pétrolier voyant l'escorteur français à moins de deux nautiques sur son avant (ou légèrement sur son bâbord), en inclinaison (incidence horizontale) très faible considéra qu'il y avait risque imminent de collision (quasi frontale). La mesure d'urgence dans ce cas voulant que chacun des deux navires vienne sur sa droite, le General Botcharov lança une giration en ce sens, anticipant celle du Surcouf ; ce que ce dernier n'effectua malheureusement pas.
Sans doute parce que le pétrolier n'imaginait pas un défaut de vigilance de la part de l'escorteur, aucun signal sonore ne semble avoir été émis par le General Botcharov, alors que cela aurait pu utilement alerter le Surcouf.
En conséquence, le pétrolier soviétique se retrouva in fine au plein travers tribord du Surcouf, enfonçant la coque de ce dernier sur la moitié de sa largeur, soit de 6 à 8 mètres.
Sans cette ultime manœuvre, réglementaire mais malencontreuse, les deux bateaux se seraient croisés à contre-bord, de près mais sans abordage ou dommage. Il ne fut cependant fait aucun reproche au navire soviétique, et le bâtiment français endossa l'entière responsabilité de la catastrophe.
Le 22 mai 1972, la partie arrière de l'escorteur deviendra coque Q 495 et servira de cible à un missile anti-navire Exocet qui la coulera quelques mois plus tard.

## Sources et bibliographie
: document utilisé comme source pour la rédaction de cet article.
- Robert Dumas et Jean Moulin, Escorteurs d'Escadre, Nantes, MARINES éditions, mars 1997 (ISBN 2-909675-29-7)